# Francesc Carreras i Costajussà
Francesc Carreras i Costajussà (Sabadell, 23 d'octubre del 1913 - San Luis Potosí, 26 d'agost del 1977) fou un professor, director d'orquestra i compositor.

## Biografia
Fou director del Grup Orquestral del Comisariado de la Zona Centre de Madrid com a part de la promoció artística formada en 1935 per Federico García Lorca amb el nom de La Barraca. Durant dos anys (1934 al 1936) va estudiar amb Enric Morera. També, va ser mestre de capella del convent del Cor de Maria de Sabadell. Des de 1939 fins a la seva defunció va viure a la ciutat de San Luis Potosí, ciutat de Mèxic, lloc on va desenvolupar una intensa i vehement labor musical.
Cronològicament, en 1941, gràcies al patrocini de la cambra de comerç de San Luis Potosí, va fundar l'Orquesta de Cambra de San Luis Potosí, la qual va dirigir fins a 1943. Posteriorment, va tornar a aquest projecte el 29 de març del 1950 i es va mantenir fins a la dècada del 1970. El 1957 va crear l'Orquestra Infantil de l'Escola Manuel Ávila Camacho. L'agost de 1958 va dirigir en diverses ocasions la sarsuela Luisa Fernanda de Federico Moreno Torroba. Aquest mateix any va fundar la Sinfonietta de l'Escola Internat Damián Carmona. En 1968 va crear i va dirigir la Estudiantina de la Universitat Autònoma de San Luis Potosí, la qual va quedar en primer lloc en el Concurs Nacional de Estudiantinas celebrat aquest any. En 1975 va formar l'Orquestra de Cordes de l'Institut Tecnològic Regional de San Luis Potosí. El seu primer concert va ser en el Teatre de la Pau l'11 de juliol d'aquest any.
Fou autor de Suite amorosa per a orquestra d'arcs, Madrigales sinfónicos, inspirats en les set paraules de Cristo en la Cruz, i Sis cançons per a cant i piano, editades per A. Boilena.